# ماريا مونتيز
ماريا مونتيز هي عارضة وممثلة دومينيكية، ولدت في 6 يونيو 1912 بباراهونا في جمهورية الدومينيكان، وتوفيت في 7 سبتمبر 1951 في فرنسا بسبب نوبة قلبية. من الجوائز التي نالتها وسام الاستحقاق الدومينيكاني ‏.

## أعمال

### أفلام
- (1942) الليالي العربية
- (1944) المرأة الكوبرا
- (1944) علي بابا والأربعين حرامي
- (1946) طنجة

## جوائز
- وسام الاستحقاق الدومينيكاني [الإنجليزية]‏

## وصلات خارجية
- ماريا مونتيز على موقع IMDb (الإنجليزية)
- ماريا مونتيز على موقع ألو سيني (الفرنسية)
- ماريا مونتيز على موقع أول موفي (الإنجليزية)
- ماريا مونتيز على موقع قاعدة بيانات الأفلام السويدية (السويدية)
- ماريا مونتيز على موقع إن إن دي بي (الإنجليزية)
- ماريا مونتيز على موقع قاعدة بيانات الفيلم (الإنجليزية)
- ماريا مونتيز على موقع كينوبويسك (الروسية)